# Souhvězdí Létající ryby
Létající ryba (Volans) je souhvězdí na jižní obloze, jedno z 88 souhvězdí moderní astronomie. Zavedli ho nizozemští mořeplavci Pieter Dirkszoon Keyser a Frederick de Houtman. Johann Bayer ho roku 1603 zobrazil ve svém atlase Uranometrie a pomohl tak jeho rozšíření.

## Významné hvězdy
| Hvězda | Jméno | Hvězdná velikost |
| ------ | ----- | ---------------- |
| β Vol  | β Vol | 3,77m            |
| α Vol  | α Vol | 4m               |
| γ Vol  | γ Vol | 3,78m            |

Létající ryba obsahuje jen málo jasných hvězd. Alfa Volantis kupodivu není její nejjasnější hvězdou, ale až třetí v pořadí. Tato bílá hvězda hlavní posloupnosti, uváděná i jako podobr, leží 124 světelných let od Země. Beta Volantis je o něco jasnější než alfa a s magnitudou 3,77m je nejjasnější hvězdou souhvězdí. Gama Volantis je dvojhvězda, tvoří ji složky s magnitudami 3,78 a 5,67 v úhlové vzdálenosti 14,1″. Vzdálenost obou hvězd od Země se udává v rozsahu 130–142 ly.
Blízko okraje Mléčné dráhy září delta Volantis. Patří ke žlutobílým jasným obrům. Je poměrně podobná Polárce, na rozdíl od ní však není proměnná.
Další zajímavou dvojhvězdou je epsilon Volantis. Tvoří ji pár modrobílých hvězd s magnitudami 5,4 a 6,7. Jde o těsnější dvojici, které je dobře rozlišitelná až v 15centimetrovém dalekohledu.
Oranžový obr zeta Volantis s magnitudou 3,89 má ve vzdálenosti 17″ fyzického průvodce 9. magnitudy. Dvojhvězdou je i kappa Volantis, jejíž složky mají magnitudy 5,4 a 5,7. Dělí je vzdálenost 65″, proto je snadno rozlišitelná i polním dalekohledem. V odstupu 37″ leží další průvodce o magnitudě 9.

## Objekty
V souhvězdí není mnoho zvláštností ani mezi hvězdami, ani mezi objekty. Ačkoli leží blízko Mléčné dráhy, neobsahuje žádné mlhoviny ani hvězdokupy. I galaxie jsou v Létající rybě většinou slabé. Nejjasnější je NGC 2442 jedenácté magnitudy s pozoruhodným, málo známým názvem „Hák na maso“. Najdeme ji blízko středu lichoběžníka tvořícího hlavní obrazec souhvězdí.
Galaxie ESO 34-11 je tak slabá, že i nejlepší amatérské dalekohledy ji zobrazí jen jako mlžnatou skvrnu. Jde však o zajímavý objekt, vzácnou prstencovou spirální galaxii.

## Poloha
Létající ryba je menší souhvězdí většinou označované jako nevýrazné. Nachází se mezi jasnou hvězdou Miaplacidus v Lodním kýlu a Velkým Magellanovým mračnem.